# Len Barry
Len Barry, pseudonimo di Leonard Warren Borisoff (Filadelfia, 12 giugno 1942 – Filadelfia, 5 novembre 2020), è stato un cantante statunitense.

## Discografia
Album
- 1965 - 1-2-3
- 1967 - My Kind of Soul
- 1972 - Ups and Downs
- 1982 - More from the 123 Man

Singoli
- 1961 - Bristol Stomp (con The Dovells)
- 1962 - Hully Gully Baby (con The Dovells)
- 1963 - You Can't Sit Down (con The Dovells)
- 1965 - 1 - 2 - 3
- 1966 - Somewhere